# Antisclerota dicentris
Antisclerota dicentris är en fjärilsart som beskrevs av Edward Meyrick 1938. Antisclerota dicentris ingår i släktet Antisclerota och familjen plattmalar. Inga underarter finns listade i Catalogue of Life.